# Charles Louis Stanislas Heurteloup

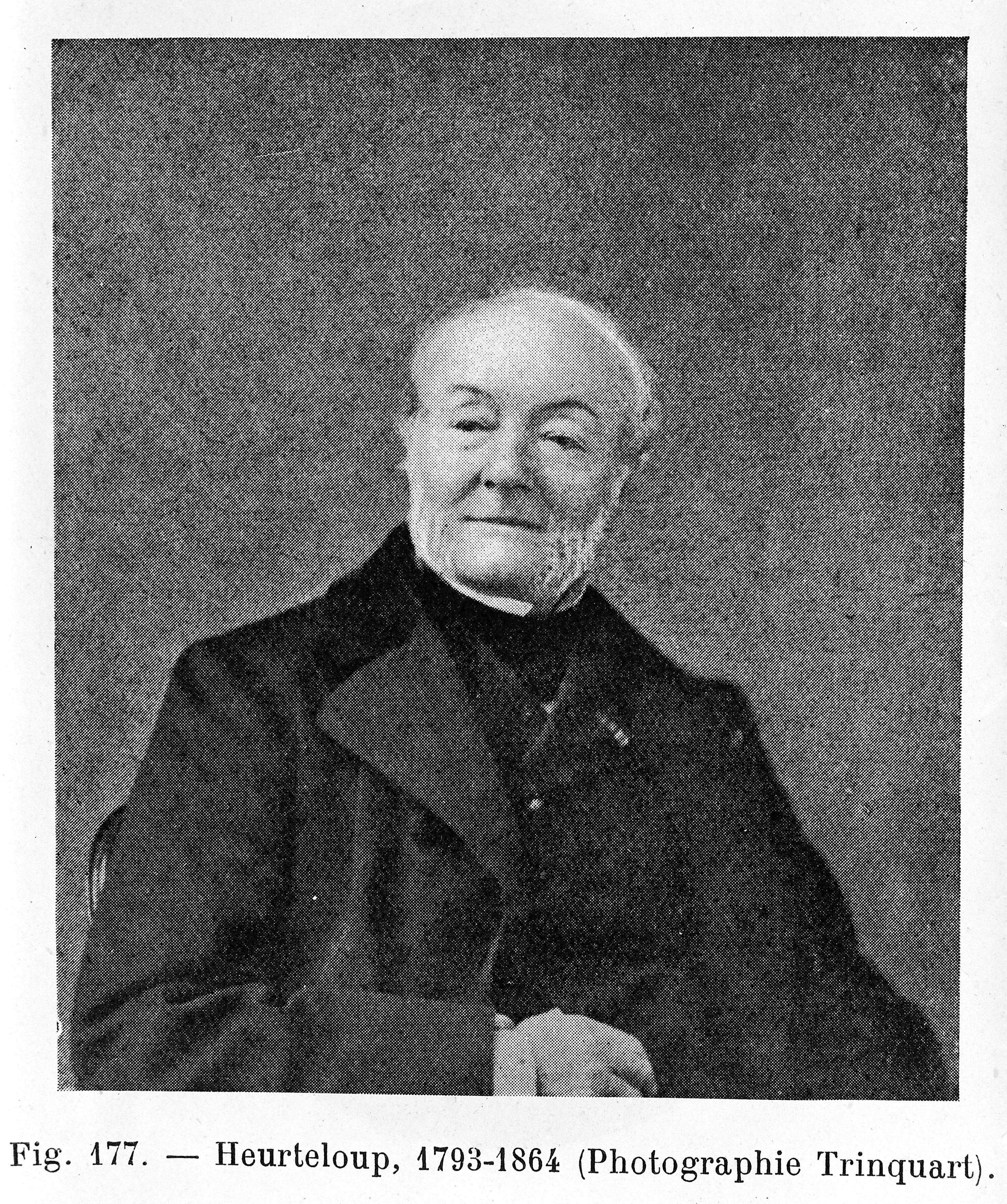
Charles Heurteloup

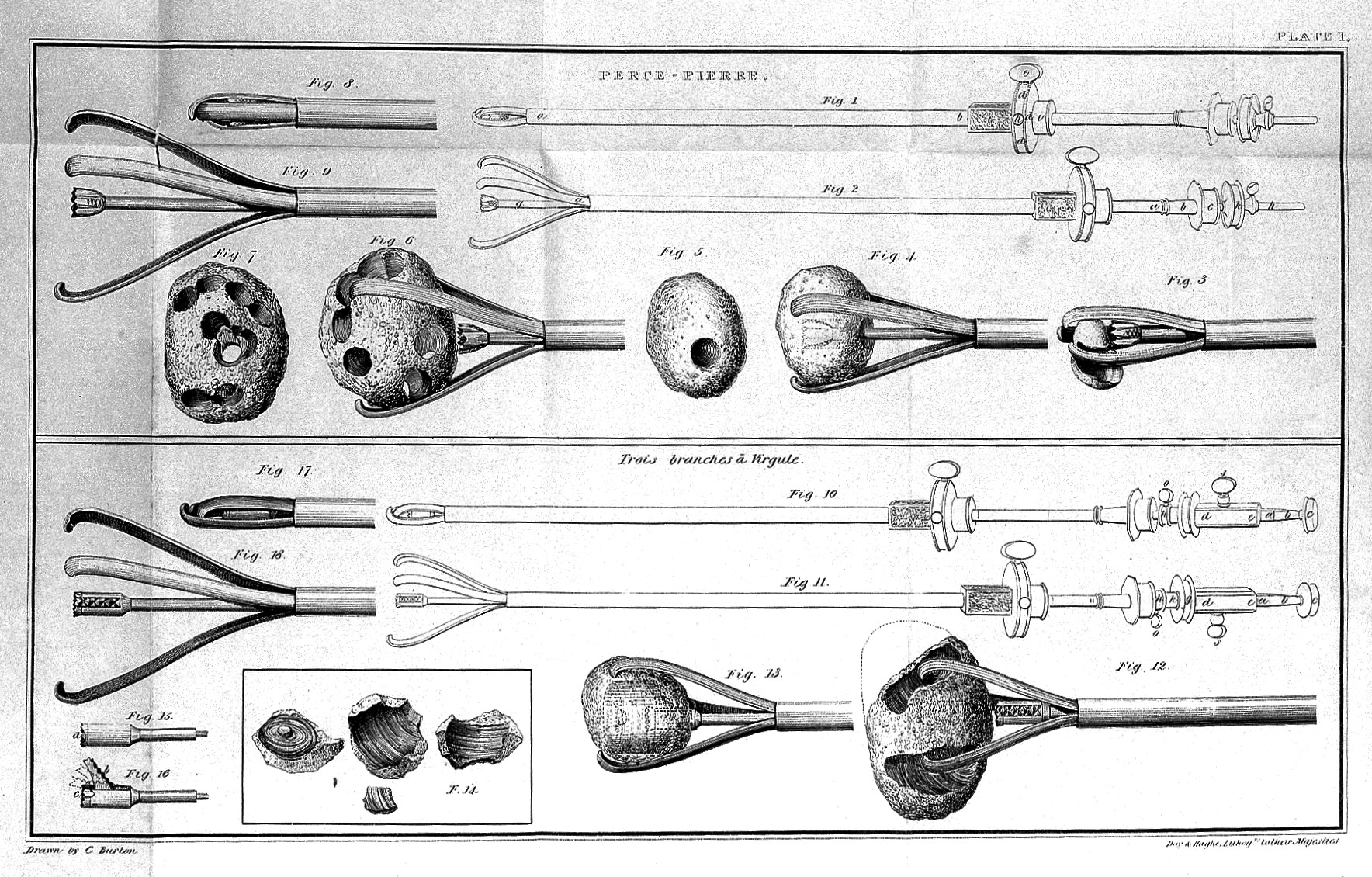
Werkzeuge für die von Heurteloup entwickelte Lithotripsie-Methode

Charles Louis Stanislas Heurteloup (* 16. Februar 1793 in Paris; † 4. Oktober 1864) war ein französischer Mediziner (Urologe) und Chirurg.
Er war der Sohn des Militärarztes Nicolas Heurteloup (1750–1812), dem Vorläufer von Dominique Jean Larrey als erstem Chirurgen der napoleonischen Armee (von seinem Vater erbte er den Baronstitel), und studierte Medizin in Paris mit dem Abschluss 1823. 
Er ist für die Verbesserung der Lithotripsie durch Erfindung eines speziellen „Steinzerklopfers“ (percurteur courbe a marteau) bekannt, das sich als praktischer als das Instrument von Jean Civiale erwies. Der Stein wird mit dem durch die Harnröhre eingeführten Apparat ergriffen und durch Schläge auf das Ende des Apparats zertrümmert. Der Patient wurde dabei in einem speziellen Stuhl fixiert.
1829 reiste er nach England, wo er seine Methode (Lithotripsie durch Perkussion) einführte und ein Buch über Lithotripsie (Zertrümmerung von Blasensteinen) veröffentlichte. Er eröffnete eine Praxis mit Unterstützung des Chirurgen Anthony White vom Westminster Hospital.
Von ihm stammt auch ein künstlicher Blutegel, ein Gerät zum Aderlassen in empfindlichen Regionen wie um die Augen oder an den Schläfen.
Heurteloup interessierte sich für auch für Schusswaffen. Er patentierte ein Zündsystem, das auf einem Zündband basierte. Französisches, Belgisches und Russisches Militär führte in kleinem Umfang Waffen mit diesem Zündsystem ein.
Er war Ritter der Ehrenlegion.

## Schriften
- Lithotripsie : mémoires sur la lithotripsie par percussion, 1833 (Digitalisat)
- De la lithotripsie sans fragments au moyen des deux procédés de l’extraction immédiate ou De la pulvérisation immédiate des pierres vésicales par les voies naturelles... / par le baron Heurteloup Paris 1846 (Digitalisat)
- De la Guérison immédiate des rétrécissements de l’urèthre et des blennorrhées invétérées coexistantes et sur les effets dangereux des bougies, mémoire... inédit, par le Bon Heurteloup,... Paris 1855 (Digitalisat)
- Rétrécissements de l’urètre, Paris 1855 (Digitalisat) (2. Auflage 1859 (Digitalisat))